# Lone Star Le Mans 2024
La Lone Star Le Mans 2024 è stato un evento di corse di auto sportive di resistenza che si è tenuto presso il Circuito delle Americhe, ad Austin, Texas, Stati Uniti d'America, il primo settembre 2024. L'edizione 2024 è stata la settima della corsa, la seconda con la nominazione Lone Star Le Mans (le precedenti corse venivano chiamate 6 Ore del Circuito delle Americhe) ed era da tre anni, dalla edizione del 2020, che non si correva. Questo evento è stata la settima gara della stagione 2024 del Campionato del mondo endurance (WEC).

## Programma
| Data         | Ora             | Ora           | Evento         |
| Data         | (Locale: UTC-5) | ITA           | Evento         |
| ------------ | --------------- | ------------- | -------------- |
| 30 agosto    | 12:40 - 14:10   | 19:40 - 21:10 | Prove libere 1 |
| 30 agosto    | 17:10 - 18:40   | 00:10 - 01:40 | Prove libere 2 |
| 31 agosto    | 11:00 - 12:00   | 18:00 - 19:00 | Prove libere 3 |
| 31 agosto    | 15:00 - 16:15   | 22:00 - 23:15 | Qualifiche     |
| 1º settembre | 13:00 - 19:00   | 20:00 - 02:00 | Gare           |
| Note:        |                 |               |                |

In Italia la gara è stata trasmessa sui canali Eurosport 1 o su Sky Sport o seguita delle applicazioni di Discovery+, Now TV e fiawec.tv.

## Elenco iscritti
Poco prima della corsa il marchio italiano, Isotta Fraschini ha annunciato il suo addio anticipato dal campionato e non porterà in pista la sua Tipo 6 LMH-C.
Tra i piloti GTE avviene un grande ritorno, il due volte campione della classe LMGTE AM, Ben Keating prenderà parte alla corsa guidando la Ford Mustang GT3 del team Proton Competition.
| No. | Squadra                   | Auto                | Pneumatici | Pilota 1              | Pilota 2           | Pilota 3            |
| --- | ------------------------- | ------------------- | ---------- | --------------------- | ------------------ | ------------------- |
| 2   | Cadillac Racing           | Cadillac V-LMDh     | M          | Earl Bamber           | Alex Lynn          |                     |
| 5   | Porsche Penske Motorsport | Porsche 963         | M          | Michael Christensen   | Matt Campbell      | Frédéric Makowiecki |
| 6   | Porsche Penske Motorsport | Porsche 963         | M          | André Lotterer        | Laurens Vanthoor   | Kévin Estre         |
| 7   | Toyota Gazoo Racing       | Toyota GR010 Hybrid | M          | Mike Conway           | Kamui Kobayashi    | Nyck de Vries       |
| 8   | Toyota Gazoo Racing       | Toyota GR010 Hybrid | M          | Sébastien Buemi       | Brendon Hartley    | Ryō Hirakawa        |
| 12  | Hertz Jota Sport          | Porsche 963         | M          | Will Stevens          | Norman Nato        | Callum Ilott        |
| 15  | BMW M Team WRT            | BMW M Hybrid V8     | M          | Dries Vanthoor        | Raffaele Marciello | Marco Wittmann      |
| 20  | BMW M Team WRT            | BMW M Hybrid V8     | M          | Sheldon van der Linde | Robin Frijns       | René Rast           |
| 35  | Alpine Endurance Team     | Alpine A424         | M          | Paul-Loup Chatin      | Ferdinand Habsburg | Charles Milesi      |
| 36  | Alpine Endurance Team     | Alpine A424         | M          | Matthieu Vaxivière    | Nicolas Lapierre   | Mick Schumacher     |
| 38  | Hertz Jota Sport          | Porsche 963         | M          | Oliver Rasmussen      | Philip Hanson      | Jenson Button       |
| 50  | Ferrari AF Corse          | Ferrari 499P        | M          | Antonio Fuoco         | Nicklas Nielsen    | Miguel Molina       |
| 51  | Ferrari AF Corse          | Ferrari 499P        | M          | Alessandro Pier Guidi | Antonio Giovinazzi | James Calado        |
| 63  | Lamborghini Iron Lynx     | Lamborghini SC63    | M          | Daniil Kvjat          | Mirko Bortolotti   | Edoardo Mortara     |
| 83  | AF Corse                  | Ferrari 499P        | M          | Robert Kubica         | Ye Yifei           | Robert Švarcman     |
| 93  | Peugeot TotalEnergies     | Peugeot 9X8         | M          | Mikkel Jensen         | Jean-Éric Vergne   | Nico Müller         |
| 94  | Peugeot TotalEnergies     | Peugeot 9X8         | M          | Stoffel Vandoorne     | Paul di Resta      | Loïc Duval          |
| 99  | Proton Competition        | Porsche 963         | M          | Julien Andlauer       | Neel Jani          | Harry Tincknell     |

| No. | Squadra              | Auto                          | Pneumatici | Pilota 1              | Pilota 2           | Pilota 3            |
| --- | -------------------- | ----------------------------- | ---------- | --------------------- | ------------------ | ------------------- |
| 27  | Heart of Racing Team | Aston Martin Vantage GT3 Evo  | G          | Daniel Mancinelli     | Alex Riberas       | Ian James           |
| 31  | Team WRT             | BMW M4 GT3                    | G          | Augusto Farfus        | Sean Gelael        | Darren Leung        |
| 46  | Team WRT             | BMW M4 GT3                    | G          | Valentino Rossi       | Maxime Martin      | Ahmad Al Harthy     |
| 54  | Vista AF Corse       | Ferrari 296 GT3               | G          | Francesco Castellacci | Davide Rigon       | Thomas Flohr        |
| 55  | Vista AF Corse       | Ferrari 296 GT3               | G          | Alessio Rovera        | Simon Mann         | François Heriau     |
| 59  | United Autosports    | McLaren 720S GT3 Evo          | G          | Grégoire Saucy        | Nicolas Costa      | James Cottingham    |
| 60  | Iron Lynx            | Lamborghini Huracán GT3 Evo 2 | G          | Franck Perera         | Matteo Cressoni    | Claudio Schiavoni   |
| 77  | Proton Competition   | Ford Mustang GT3              | G          | Ben Barker            | Zacharie Robichon  | Ryan Hardwick       |
| 78  | Akkodis ASP Team     | Lexus RC F GT3                | G          | Kelvin van der Linde  | Clemens Schmid     | Arnold Robin        |
| 81  | TF Sport             | Chevrolet Corvette Z06 GT3.R  | G          | Charlie Eastwood      | Rui Andrade        | Tom van Rompuy      |
| 82  | TF Sport             | Chevrolet Corvette Z06 GT3.R  | G          | Daniel Juncadella     | Sébastien Baud     | Hiroshi Koizumi     |
| 85  | Iron Dames           | Lamborghini Huracán GT3 Evo 2 | G          | Michelle Gatting      | Rahel Frey         | Sara Bovy           |
| 87  | Akkodis ASP Team     | Lexus RC F GT3                | G          | José María López      | Esteban Masson     | Takeshi Kimura      |
| 88  | Proton Competition   | Ford Mustang GT3              | G          | Dennis Olsen          | Mikkel O. Pedersen | Ben Keating         |
| 91  | Manthey EMA          | Porsche 911 GT3 R (992)       | G          | Richard Lietz         | Morris Schuring    | Yasser Shahin       |
| 92  | Manthey PureRxcing   | Porsche 911 GT3 R (992)       | G          | Klaus Bachler         | Joel Sturm         | Aliaksandr Malykhin |
| 95  | United Autosports    | McLaren 720S GT3 Evo          | G          | Marino Satō           | Nico Pino          | Josh Caygill        |
| 777 | D'Station Racing     | Aston Martin Vantage GT3 Evo  | G          | Marco Sørensen        | Erwan Bastard      | Clément Mateu       |

## Gara
| Pos   | Classe   | #   | Team                      | Piloti                                                | Auto                             | Giri |
| ----- | -------- | --- | ------------------------- | ----------------------------------------------------- | -------------------------------- | ---- |
| 1     | Hypercar | 83  | AF Corse                  | Robert Kubica Robert Švarcman Ye Yifei                | Ferrari 499P                     | 183  |
| 2     | Hypercar | 7   | Toyota Gazoo Racing       | Mike Conway Kamui Kobayashi Nyck de Vries             | Toyota GR010 Hybrid              | 183  |
| 3     | Hypercar | 50  | Ferrari AF Corse          | Antonio Fuoco Miguel Molina Nicklas Nielsen           | Ferrari 499P                     | 183  |
| 4     | Hypercar | 2   | Cadillac Racing           | Earl Bamber Alex Lynn                                 | Cadillac V-Series.R              | 183  |
| 5     | Hypercar | 35  | Alpine Endurance Team     | Paul-Loup Chatin Ferdinand Habsburg Charles Milesi    | Alpine A424                      | 183  |
| 6     | Hypercar | 6   | Porsche Penske Motorsport | Kévin Estre André Lotterer Laurens Vanthoor           | Porsche 963                      | 183  |
| 7     | Hypercar | 5   | Porsche Penske Motorsport | Matt Campbell Michael Christensen Frédéric Makowiecki | Porsche 963                      | 183  |
| 8     | Hypercar | 15  | BMW M Team WRT            | Raffaele Marciello Dries Vanthoor Marco Wittmann      | BMW M Hybrid V8                  | 182  |
| 9     | Hypercar | 36  | Alpine Endurance Team     | Nicolas Lapierre Mick Schumacher Matthieu Vaxivière   | Alpine A424                      | 182  |
| 10    | Hypercar | 38  | Hertz Team Jota           | Jenson Button Phil Hanson Oliver Rasmussen            | Porsche 963                      | 182  |
| 11    | Hypercar | 99  | Proton Competition        | Julien Andlauer Neel Jani Harry Tincknell             | Porsche 963                      | 182  |
| 12    | Hypercar | 93  | Peugeot TotalEnergies     | Mikkel Jensen Nico Müller Jean-Éric Vergne            | Peugeot 9X8                      | 182  |
| 13    | Hypercar | 20  | BMW M Team WRT            | Robin Frijns René Rast Sheldon van der Linde          | BMW M Hybrid V8                  | 182  |
| 14    | Hypercar | 63  | Lamborghini Iron Lynx     | Mirko Bortolotti Daniil Kvyat Edoardo Mortara         | Lamborghini SC63                 | 182  |
| 15    | Hypercar | 8   | Toyota Gazoo Racing       | Sébastien Buemi Brendon Hartley Ryo Hirakawa          | Toyota GR010 Hybrid              | 181  |
| 16    | LMGT3    | 27  | Heart of Racing Team      | Ian James Daniel Mancinelli Alex Riberas              | Aston Martin Vantage AMR GT3 Evo | 164  |
| 17    | LMGT3    | 92  | Manthey PureRxcing        | Klaus Bachler Alex Malykhin Joel Sturm                | Porsche 911 GT3 R (992)          | 164  |
| 18    | LMGT3    | 91  | Manthey EMA               | Richard Lietz Morris Schuring Yasser Shahin           | Porsche 911 GT3 R (992)          | 164  |
| 19    | LMGT3    | 59  | United Autosports         | Nicolas Costa James Cottingham Grégoire Saucy         | McLaren 720S GT3 Evo             | 164  |
| 20    | LMGT3    | 31  | Team WRT                  | Augusto Farfus Sean Gelael Darren Leung               | BMW M4 GT3                       | 164  |
| 21    | LMGT3    | 77  | Proton Competition        | Ben Barker Ryan Hardwick Zacharie Robichon            | Ford Mustang GT3                 | 163  |
| 22    | LMGT3    | 95  | United Autosports         | Josh Caygill Nico Pino Marino Sato                    | McLaren 720S GT3 Evo             | 163  |
| 23    | LMGT3    | 82  | TF Sport                  | Sébastien Baud Daniel Juncadella Hiroshi Koizumi      | Chevrolet Corvette Z06 GT3.R     | 163  |
| 24    | LMGT3    | 78  | Akkodis ASP Team          | Kelvin van der Linde Arnold Robin Clemens Schmid      | Lexus RC F GT3                   | 163  |
| 25    | LMGT3    | 55  | Vista AF Corse            | François Hériau Simon Mann Alessio Rovera             | Ferrari 296 GT3                  | 163  |
| 26    | LMGT3    | 87  | Akkodis ASP Team          | Takeshi Kimura José María López Esteban Masson        | Lexus RC F GT3                   | 162  |
| 27    | LMGT3    | 60  | Iron Lynx                 | Matteo Cressoni Franck Perera Claudio Schiavoni       | Lamborghini Huracán GT3 Evo 2    | 162  |
| 28    | LMGT3    | 85  | Iron Dames                | Sarah Bovy Rahel Frey Michelle Gatting                | Lamborghini Huracán GT3 Evo 2    | 160  |
| NC    | LMGT3    | 46  | Team WRT                  | Ahmad Al Harthy Maxime Martin Valentino Rossi         | BMW M4 GT3                       | 155  |
| NC    | LMGT3    | 88  | Proton Competition        | Ben Keating Dennis Olsen Mikkel O. Pedersen           | Ford Mustang GT3                 | 146  |
| NC    | Hypercar | 12  | Hertz Team Jota           | Callum Ilott Norman Nato Will Stevens                 | Porsche 963                      | 71   |
| Rit   | LMGT3    | 81  | TF Sport                  | Rui Andrade Charlie Eastwood Tom van Rompuy           | Chevrolet Corvette Z06 GT3.R     | 137  |
| Rit   | Hypercar | 94  | Peugeot TotalEnergies     | Paul di Resta Loïc Duval Stoffel Vandoorne            | Peugeot 9X8                      | 121  |
| Rit   | LMGT3    | 777 | D'station Racing          | Erwan Bastard Clément Mateu Marco Sørensen            | Aston Martin Vantage AMR GT3 Evo | 81   |
| Rit   | Hypercar | 51  | Ferrari AF Corse          | James Calado Antonio Giovinazzi Alessandro Pier Guidi | Ferrari 499P                     | 55   |
| Rit   | LMGT3    | 54  | Vista AF Corse            | Francesco Castellacci Thomas Flohr Davide Rigon       | Ferrari 296 GT3                  | 54   |
| Note: |          |     |                           |                                                       |                                  |      |